# HD 102397
HD 102397，又名CD-35 7438，SAO 202805、HR 4524，是一颗恒星，视星等为6.17，位于銀經288.58，銀緯25.17，其B1900.0坐标为赤經11h 42m 5.7s，赤緯-35° 25.17′ 2″。